# SAR1B
SAR1B (англ. Secretion associated Ras related GTPase 1B) – білок, який кодується однойменним геном, розташованим у людей на короткому плечі 5-ї хромосоми. Довжина поліпептидного ланцюга білка становить 198 амінокислот, а молекулярна маса — 22 410.
| 10         |  | 20         |  | 30         |  | 40         |  | 50         |
| ---------- |  | ---------- |  | ---------- |  | ---------- |  | ---------- |
| MSFIFDWIYS |  | GFSSVLQFLG |  | LYKKTGKLVF |  | LGLDNAGKTT |  | LLHMLKDDRL |
| GQHVPTLHPT |  | SEELTIAGMT |  | FTTFDLGGHV |  | QARRVWKNYL |  | PAINGIVFLV |
| DCADHERLLE |  | SKEELDSLMT |  | DETIANVPIL |  | ILGNKIDRPE |  | AISEERLREM |
| FGLYGQTTGK |  | GSISLKELNA |  | RPLEVFMCSV |  | LKRQGYGEGF |  | RWMAQYID   |

A: Аланін

C: Цистеїн

D: Аспарагінова кислота

E: Глутамінова кислота

F: Фенілаланін

G: Гліцин

H: Гістидин

I: Ізолейцин

K: Лізин

L: Лейцин

M: Метіонін

N: Аспарагін

P: Пролін

Q: Глутамін

R: Аргінін

S: Серин

T: Треонін

V: Валін

W: Триптофан

Кодований геном білок за функцією належить до фосфопротеїнів. 
Задіяний у таких біологічних процесах, як транспорт, транспорт білків, транспорт між ендоплазматичним ретикулумом і апаратом Гольджі. 
Білок має сайт для зв'язування з нуклеотидами, іонами металів, ГТФ, іоном магнію. 
Локалізований у мембрані, ендоплазматичному ретикулумі, апараті гольджі.